# Outpost Gallifrey
Outpost Gallifrey був фанатським веб-сайтом британського науково-фантастичного телесеріалу " Доктор Хто". Він був активним як повноцінний фан-сайт з 1995 по 2007 рік, а потім існував виключно як портал для все ще активних частин сайту, включаючи його сторінку новин і форуми (перейменовані на Сторінку новин Доктора Хто та Форум Доктора Хто, але все ще частина оригінальної архітектури сайту) до 31 липня 2009 р.

## Основний сайт
Сайт, запущений 11 грудня 1995 року, створив і адміністрував Шон Ліон. Сайт був заснований у Сполучених Штатах і в першу чергу був створений для реклами щорічної Лос-Анджелеської конвенції Doctor Who Gallifrey One.
У січні 2005 року SciFi.com назвав Outpost Gallifrey «Науково-фантастичним сайтом тижня», зазначивши, що на ньому всебічно висвітлено все, що стосується « Доктора Хто». У березні 2006 року газета Los Angeles Times назвала Outpost Gallifrey «головним веб-сайтом Доктора Хто » в Америці. У листопаді 2006 року інтерв’ю bbc.co.uk рекомендував Outpost Gallifrey як «чудовий фан-сайт», а також офіційний веб-сайт « Доктора Хто » BBC. На його першій сторінці стверджувалося, що веб-сайт отримував понад 25 000 читачів щодня, зростаючи до 50 000 у моменти піку інтересу до шоу, наприклад прем’єри або фіналу серіалу.
На сайті було багато розділів, таких як путівник по епізодах (деталі акторів і знімальної групи, опис історії), статті та розділ оглядів. Подання читачів і членів були прийняті Ліоном.
9 жовтня 2006 року Ліон оголосив, що більше не буде оновлювати сторінки новин, оскільки його "серце більше не [постійне збирання новин і редагування] більше". Початковий план передбачав, що більшу частину веб-сайту буде архівовано, а лише форум і сторінки, пов’язані з щорічним з’їздом Gallifrey One, продовжуватимуть регулярно оновлюватися. Однак 2 листопада 2006 року Лайон оголосив, що сторінка новин сайту повернеться в новій формі, з Лайоном як головним редактором і комітетом репортерів із США, Великобританії та інших країн. Сторінку новин було перезапущено 1 грудня разом із нещодавно включеним Веб-посібником по Доктору Хто, списком веб-сайтів Доктора Хто, який ведеться вручну. Раніше цей веб-довідник був окремим сайтом, редагованим Полом Гарманом протягом десяти років.
21 січня 2007 року веб-сайт став філією популярного подкасту Doctor Who: Podshock.

27 серпня 2007 року Ліон оголосив, що більша частина сайту більше не оновлюватиметься; його найактивніші частини будуть розділені на чотири окремі веб-сайти, а решта сайту буде заархівована. Зокрема, сторінку новин Outpost Gallifrey було перезапущено як сторінку новин Doctor Who (www.doctorwhonews.com); форум Outpost Gallifrey став форумом Doctor Who (на www.doctorwhoforum.com); адресу www.gallifreyone.com було збережено для конгресу Gallifrey One у Лос-Анджелесі; і веб-посібник по Доктору Хто продовжується на www.doctorwhowebguide.com. Однак ці зміни відбулися лише 1 грудня 2007 року, коли головна сторінка стала єдиною сторінкою з посиланнями на різноманітні нові сайти, а Outpost Gallifrey було офіційно закрито як єдиний сайт. Станом на  2008  , складові сайти колишнього форпосту Галліфрей все ще згадувалися під старою назвою сайту.
2 червня 2009 року Ліон оголосив, що сайт, включаючи сторінку новин і форум, повністю закриється 31 липня 2009 року, за винятком порталу конгресу Gallifrey One. Закриття відзначив Чарлі Джейн Андерс з io9, який назвав Outpost Gallifrey «найкращим фан-сайтом Doctor Who».

## Дискусійний форум
Станом на червень 2009, дискусійний форум сайту мав понад 40 000 зареєстрованих учасників, з яких понад 15 000 вважалися «активними». (Під час британських трансляцій серіалу «Доктор Хто» у 2008 році було понад 31 000 активних учасників). Форум активно модерувався. Форум мав тісні контакти з виробничою командою та сценаристами, пов’язаними з серіалом, деякі з яких, як відомо, писали на форумах. У квітні 2005 року, коли з'явилася новина про відхід Крістофера Еклстона з «Доктора Хто», дискусія на форумі стала настільки гарячою, що Ліон закрив розділ на два дні; про закриття повідомила The Daily Mirror.  Британські ЗМІ регулярно використовували сайт, щоб зібрати приклади реакції фанів на «Доктора Хто».
Виконавець головної ролі « Доктора Хто » Девід Теннант зізнався в інтерв’ю журналу "Доктор Хто" у 2005 році, що він відвідав форум Outpost Gallifrey незабаром після того, як було оголошено його кастинг, щоб оцінити реакцію шанувальників. "Зізнаюся, коли це було оголошено, я таки пішов на Outpost Gallifrey, щоб швидко подивитися, тому що я просто не міг стриматися, і всі заохочували мене піти далі та подивитися, що фанати говорять про мене" - сказав він журналу.
Гарет Робертс, один зі сценаристів « Доктора Хто », похвалив наполегливість шанувальників на форумі веб-сайту, які змогли відстежити місця, де знімали серіал. «Ці люди мали б працювати на МІ-5, вони марно витрачаються на аванпост Галіфрей», — сказав Робертс у грудні 2006 року в інтерв’ю журналу Doctor Who . «Щоб мати можливість прочесати таку кількість ЗМІ, налагодити контакти та знайти ці речі... вони повинні полювати на «Аль-Каїду», а не переслідувати Ніка Бріггса у фургоні посеред нічого».
Обговорення шанувальників на форумі іноді критикували аспекти виробництва « Доктора Хто ». У електронному листі 2007 року, записаному в книзі « Доктор Хто: Історія письменника», виконавчий продюсер і провідний сценарист Рассел Т. Девіс написав: «Я переглядав Outpost Gallifrey, щоб прочитати, який я лайно». Девіс також згадав, що письменниця Хелен Рейнор і композитор Мюррей Голд відвідали сайт, щоб побачити реакцію шанувальників на їхню роботу, і після цього відчули «втрату віри» у власні здібності.
Популярність форуму та репутація дискусії щодо питань, пов’язаних із «Доктором Хто», були навіть визнані в самій програмі. У 2004 році, коли були оприлюднені перші фотографії реквізиту TARDIS з нової серії, на дискусійному форумі Outpost Gallifrey Doctor Who відбулося бурхливе обговорення історичної достовірності реквізиту. Наприклад, вікна реквізиту були завеликими порівняно з реальними. поліцейські ящики життя. В епізоді «Blink» один персонаж каже іншому, що TARDIS не є справжньою поліцейською будкою, і згадує, що вікна неправильного розміру як доказ. Автор епізоду Стівен Моффат підтвердив у 2007 році, що цей рядок був жартом, спрямованим на форум Outpost Gallifrey.
На початку 2008 року Форум Outpost Gallifrey був перейменований у «Форум Доктора Хто». Британська преса продовжувала використовувати форум як вимірювач думки шанувальників «Доктора Хто». Форум було закрито разом з рештою сайту 31 липня 2009 року; її наступником, базою Галліфрей, керує більшість допоміжного персоналу Форуму. База Галліфрей офіційно відкрита 13 червня 2009 року.